# Bulbostylis hensii
Bulbostylis hensii är en halvgräsart som först beskrevs av Charles Baron Clarke, och fick sitt nu gällande namn av Richard Wheeler Haines. Bulbostylis hensii ingår i släktet Bulbostylis och familjen halvgräs. Inga underarter finns listade i Catalogue of Life.